# Питикито
Питикито (исп. Pitiquito) — посёлок в Мексике, штат Сонора, входит в состав одноимённого муниципалитета и является его административным центром. Численность населения, по данным переписи 2020 года, составила 5139 человек.

## Топонимика
Название Pitiquito было дано в честь проживавшего в этих местах индейского вождя народа пима, которого звали Пити или Питик.

## История
Поселение было основано в 1694 году миссионерами-иезуитами во главе с Эусебио Франсиско Кино. В 1768 году здесь была построена церковь, а поселением получило название Сан-Антонио-де-Питикито.